# احساسات ضد کره‌ای در ژاپن
احساسات ضد کره‌ای در ژاپن، به مخالفت، خصومت، نفرت، بی‌اعتمادی، ترس و بیزاری عمومی از مردم کره‌ای یا فرهنگ این مردم در ژاپن اشاره دارد. روابط بین ژاپن و کره می‌تواند به دو هزار سال قبل بازگردد که عمدتاً از طریق مبادلات فرهنگی و تجارت دیپلماتیک تعریف شده است. با این حال، رویدادهای مهمی که شامل تهاجم نظامی و اختلافات سیاسی می‌شود، عامل کلیدی در ایجاد احساسات منفی است. بیشتر احساسات ضد کره‌ای کنونی از سیاستمداران محافظه‌کار و گروه‌های راست افراطی (اویوکو دانتای) ناشی می‌شود.

## دوران باستان
طبق سوابق تاریخی چین، ژاپن و کره باستان، روابط بین ژاپن باستان و کره حداقل به قرن چهارم میلادی برمی‌گردد. طبق «کتاب سوئی»، سیلا و بکجه برای روابط با دوره کوفون وا بسیار ارزش قائل بودند و پادشاهی‌های کره تلاش‌های دیپلماتیکی برای حفظ جایگاه خوب خود با ژاپنی‌ها انجام دادند.